# Concepción (Cile)
Concepción è una città e comune del Cile, capoluogo dell'omonima provincia e della regione del Bío Bío. È conosciuta come la Perla del Bío-Bío.
Confina al nord con i comuni di Hualpén, Penco e Talcahuano, a sud con Chiguayante e Hualqui, ad est con Florida e ad ovest con il fiume Bío Bío e il comune di San Pedro de la Paz. La città si trova a 509,04 km a sud di Santiago, la capitale nazionale.
Il territorio coperto dai Comuni di Concepción, Hualpén, Talcahuano, Chiguayante, San Pedro de la Paz e Penco, individua l'area metropolitana della Gran Concepción, agglomerato urbano che si caratterizza per la sua contiguità territoriale e significativa crescita della popolazione. Pertanto questo comune, che costituisce il suo nucleo, ha iniziato ad essere conosciuta come Concepción Centro.
Fondata nel 1550 è una delle città più antiche del paese e sede arcivescovile e conta 221.000 abitanti circa, mentre l'area metropolitana della Gran Concepción conta con 889.725 abitanti.

## Storia

### Conquista e colonia
Il suo nome si deve al suo fondatore, il conquistatore spagnolo Pedro de Valdivia, che si affidò alla Vergine dell'Immacolata Concezione, al fine di vincere la guerra d'Arauco e conquistare il Cile. Quando, il 5 ottobre 1550, Pedro de Valdivia fondò la città, avrebbe scelto questo nome come omaggio alla Vergine dell'Immacolata Concezione, battezzandola come la Purísima Concepción de María del Nuevo Extremo (la "Purissima Concezione di Maria del Nuovo Estremo").
La città di Concepción è stata fondata inizialmente presso l'attuale sito di Penco da Pedro de Valdivia il 5 ottobre 1550, al largo della baia di Concepción. Due anni più tardi, l'insediamento è stato riconosciuto come una città attraverso un vero e proprio voto, che ha uno stemma attualmente in vigore.
Durante lo sviluppo della Guerra d'Arauco, Concepción divenne il nucleo di questo confronto militare, che si trova nel confine spagnolo-mapuche. La città è stata costantemente spopolata e ripopolata, in seguito degli attacchi militari e assedi. Nei secoli XVI e XVII è stata attaccata da pirati inglesi e olandesi, come Oliver Van Noort.
Per la maggior parte del XVI secolo, Concepción è stata la sede della Real Audiencia, una delle più importanti istituzioni coloniali spagnole. Dopo il terremoto del 1751, che ha distrutto la città, si è deciso di ricostruire la città e la cosiddetta Valle dei Mocha, nella posizione attuale.

### Indipendenza e diciannovesimo secolo
Nella Piazza di Armas della città è stata firmata la solenne dichiarazione di indipendenza del Cile il 1º gennaio 1818. Da allora, la piazza di Concepción è stata ribattezzata Piazza Indipendenza, la sola piazza principale con questo nome in tutto il Cile.
Nel 1835 un forte terremoto distrusse quasi completamente la città, producendo un tsunami che interessò le zone costiere vicine. Questo evento è noto per essere stato documentato da Charles Darwin.

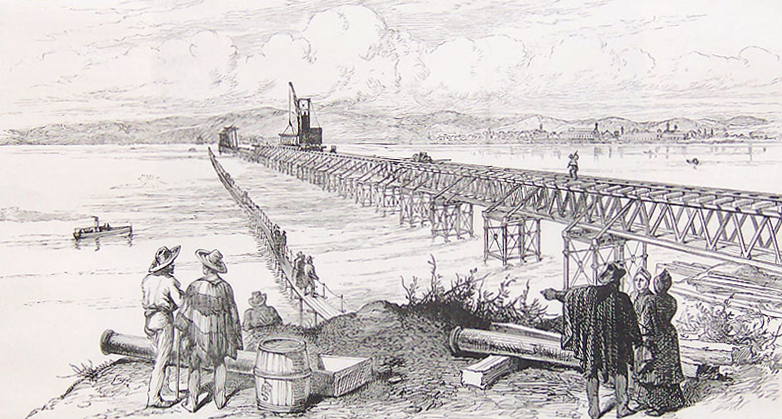
Ponte Ferroviario sul fiume Bío-Bío, guardando verso Concepción, 1889.

 Dalla seconda metà del diciannovesimo secolo la città subì un importante sviluppo urbanistico, come risultato dello sfruttamento delle miniere di carbone di Lota e l'espansione delle attività portuali a Talcahuano. Verso la fine del secolo l'immagine urbana della città vive una importante trasformazione ispirata da vari tipi di stile neoclassico, si costruisce il nuovo Palazzo comunale, il Teatro Municipale, la ferrovia che univa la città al porto di Coronel e le miniere di Lota e Curanilahue, compressa Stazione delle Ferrovie il e il ponte ferroviario sul fiume Bío Bío, lungo 1.886 m (1889).

### Concepción nel ventesimo secolo
Nel 1939 un nuovo terremoto (con una magnitudo di 8,3 MW) colpisce Concepción distruggendo il 60% delle costruzioni della città. La ricostruzione diede alla città una serie di importanti opere in diversi stili modernisti, dal razionalista al neo-romanico, ad esempio: la nuova Cattedrale (1940-1964), la Stazione Centrale di Concepción (1941), il Mercato Municipale (1940) i palazzi dei Tribunali di Giustizia, fra tante altre.
Nel XX secolo Concepción divenne culla di ideali politici e culturali, in gran parte grazie alla fondazione, nel 1919, dell'Università di Concepción, che è stata una delle più importanti università in Cile. Sotto la quale sono stati creati, ad esempio: la rivista di critica, letteratura, arte e filosofia "Atenea" nel 1924 la compagnia teatrale TUC (Teatro de la Universidad de Concepción), una delle più note del paese che funzionò dal 1945 al colpo di Stato del 1973; e l'Orchestra Sinfonica dell'Universidad de Concepción nel 1952, diretta da Wilfried Junge e integrata all'università nel 1958. L'università fu, anche, la culla del Movimiento de Izquierda Revolucionaria (MIR), gruppo di estrema sinistra fondato da Miguel Enríquez e Clotario Blest, attivo tra il 1965 y gli anni ottanta.
Nel 1996 il Comune di Concepción è stato diviso con la creazione di Chiguayante e San Pedro de la Paz, che sono diventate i "comuni dormitorio" di Concepción.

### Concepción contemporanea
Alla fine del XX secolo e agli inizi del XXI secolo, ha subito una notevole trasformazione urbana e la sua immagine, che si è concentrata su siti storici della città come Piazza Indipendenza e la costruzione di altri come il nuovo Quartiere Civico. Queste modifiche sono state fatte sotto la tutela di diversi progetti, come Biovías e il Progetto Bicentenario.
Concepción, il cui motto comunale è "La capitale del Cile meridionale", è oggi una città moderna, con incremento di popolazione e realizzazione di nuove infrastrutture.
Il 27 febbraio 2010 la città viene gravemente danneggiata da un violento terremoto con epicentro posto a 115 km di distanza dalla città stessa e magnitudo 8,8 Mw; le vittime sono numerose e i danni ingenti.

## Monumenti e luoghi d'interesse
- Cattedrale di Concepción, sede dell'omonima arcidiocesi, costruita tra la prima e la seconda metà del XX secolo in stile neoromanico.

## Cultura

### Istruzione

#### Università
In città ha sede l'Università di Concepción, fondata nel 1919.

## Infrastrutture e trasporti

### Ferrovie
Concepción e la sua area metropolitana sono servite dalla linea ferroviaria suburbana Bíotren, lunga complessivamente 66 km.

### Aeroporti
La città servita dall'Aeroporto Internazionale Carriel Sur, situato a 8 km a nordovest, nel territorio della città di Talcahuano.

## Amministrazione

### Gemellaggi
- La Plata
- Monterrey
- Cascavel (Paraná)
- Betlemme
- Auckland
- Cuenca (Ecuador)
- Guayaquil
- Minnesota

## Galleria d'immagini

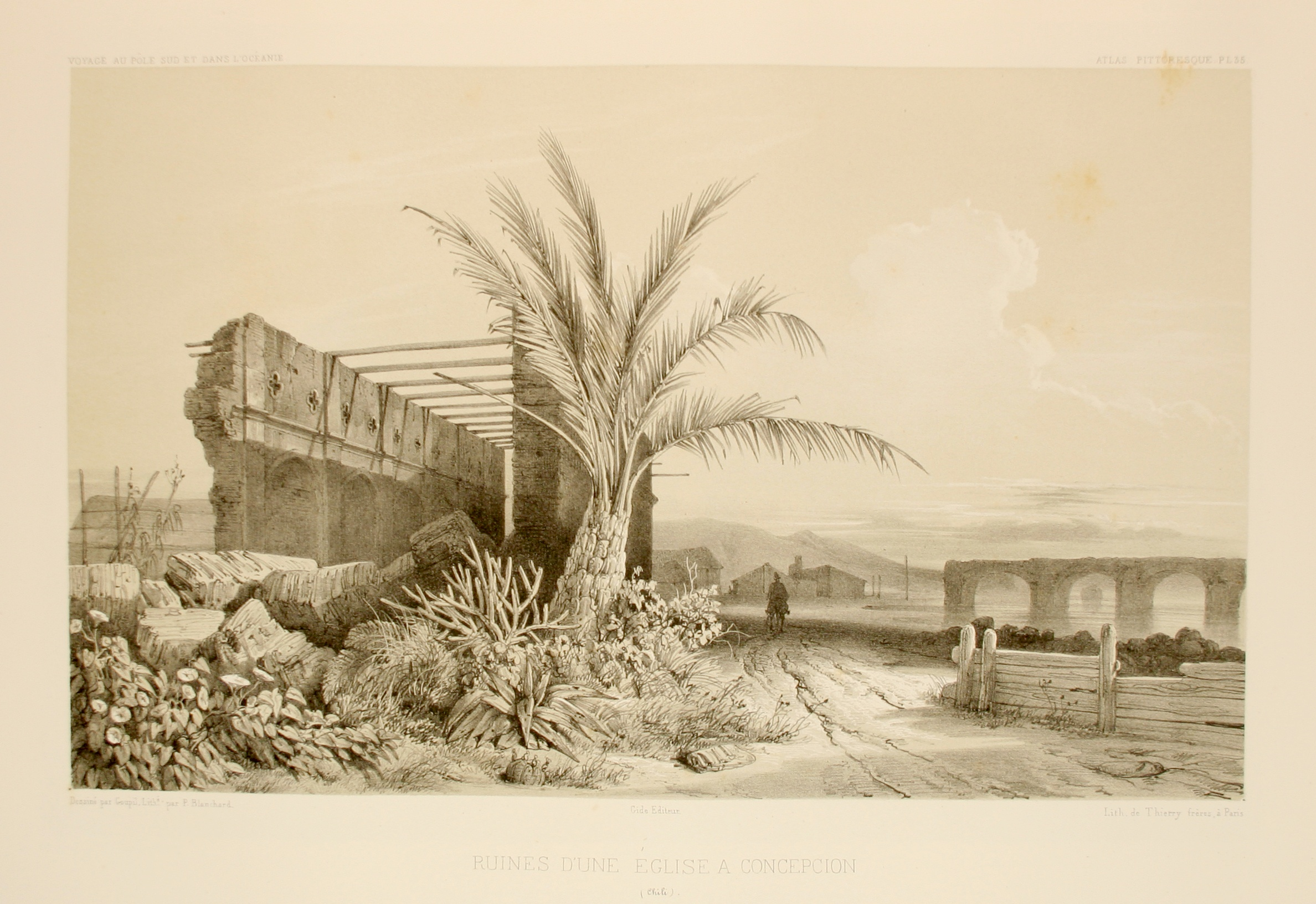
Macerie di una chiesa a Concepción, dopo il terremoto del 1835.
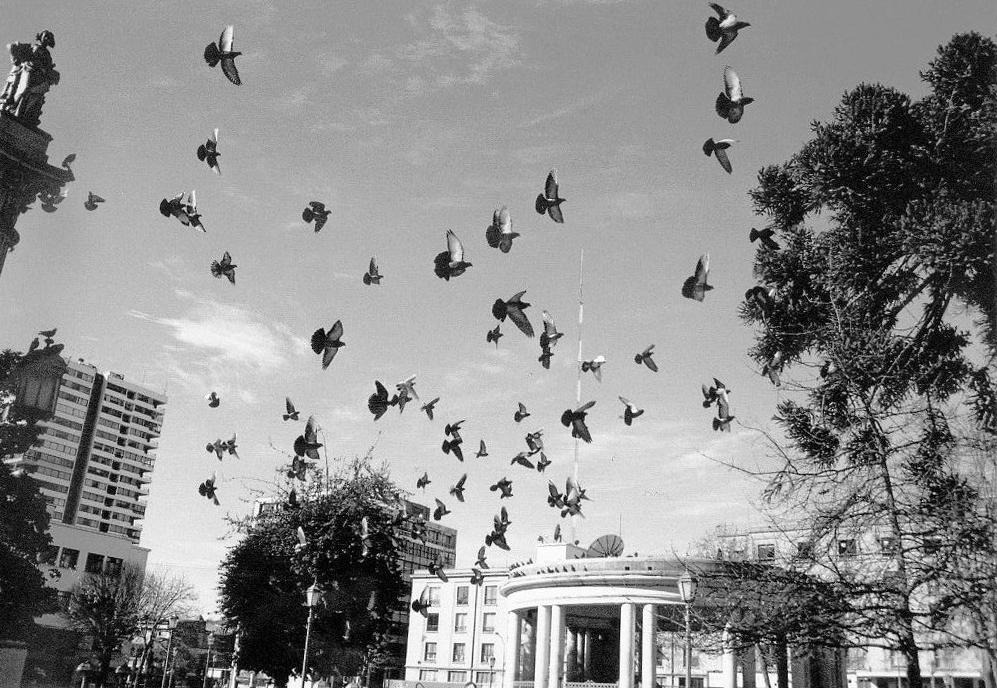
Piazza Indipendenza.
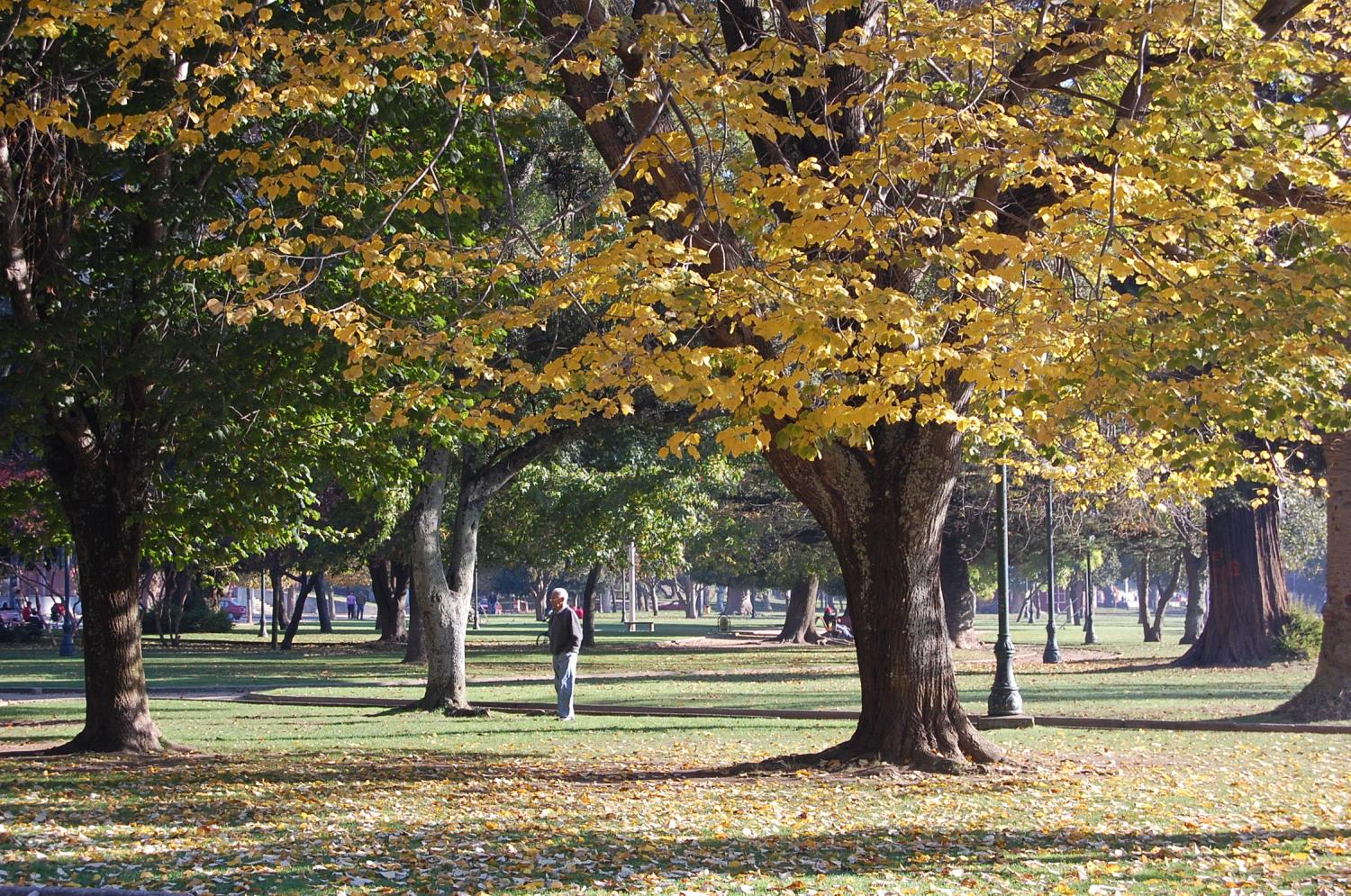
Parco Ecuador.
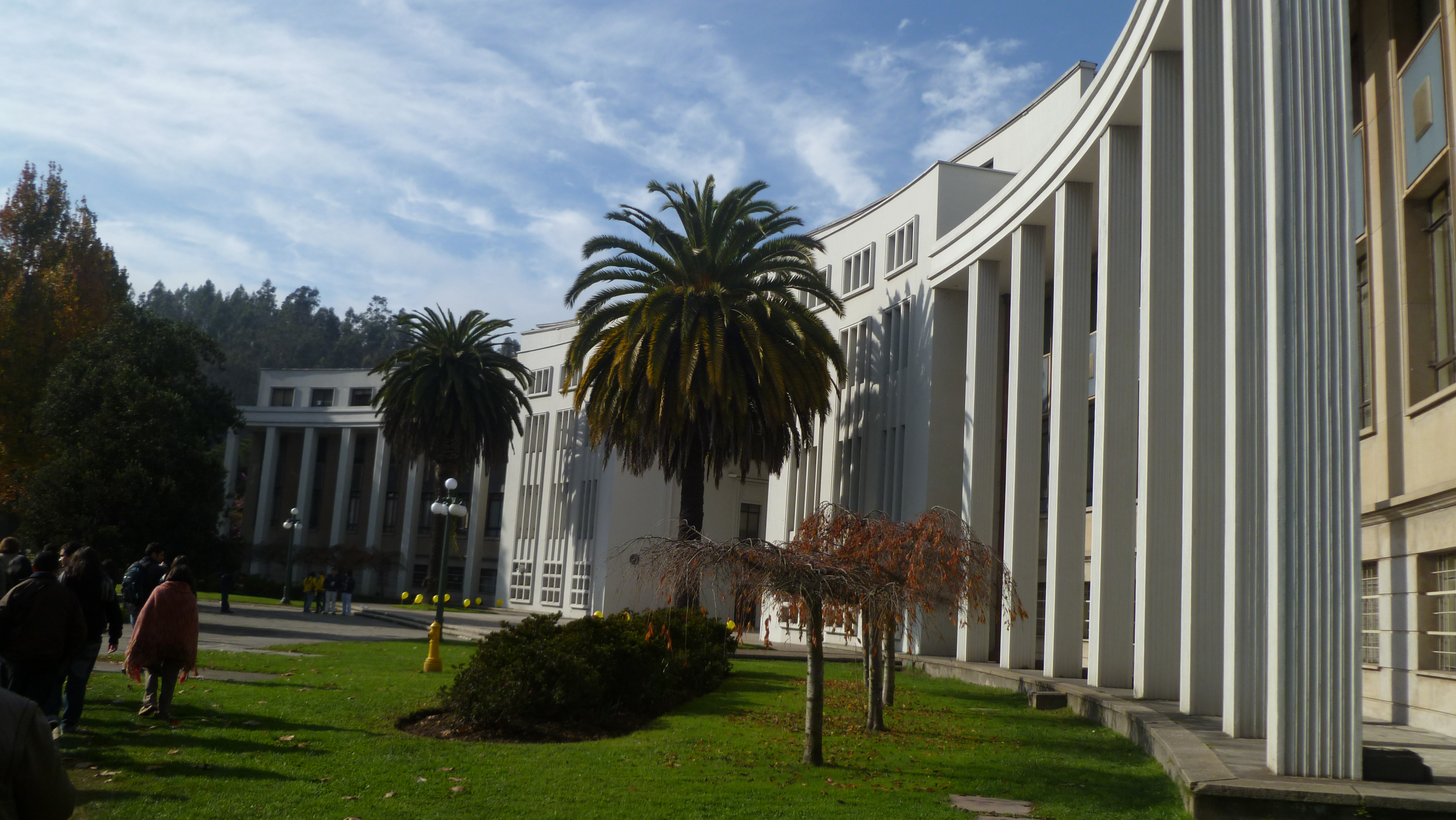
Università di Concepción.
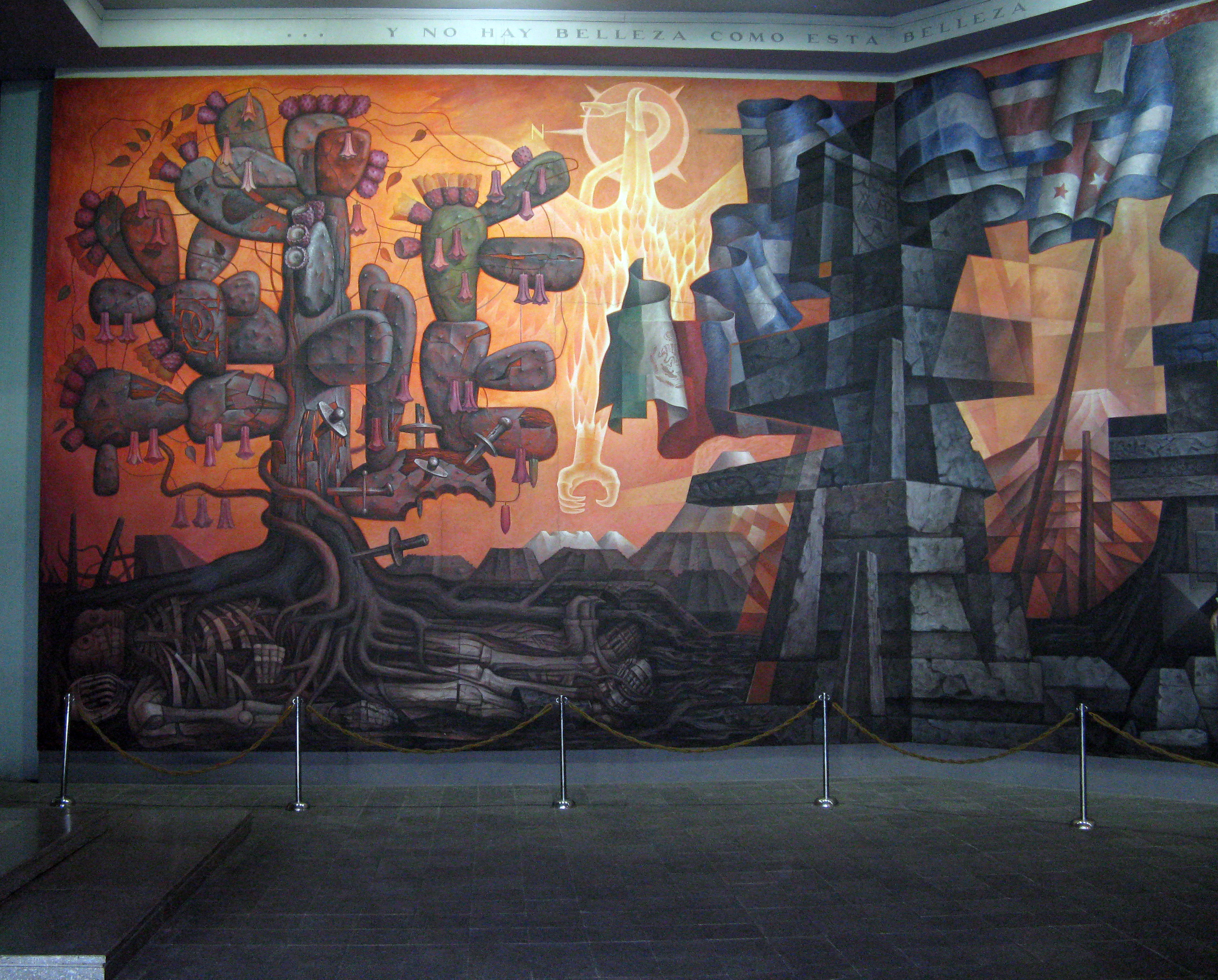
Murales nella "Casa dell'Arte" dell'Università di Concepción.
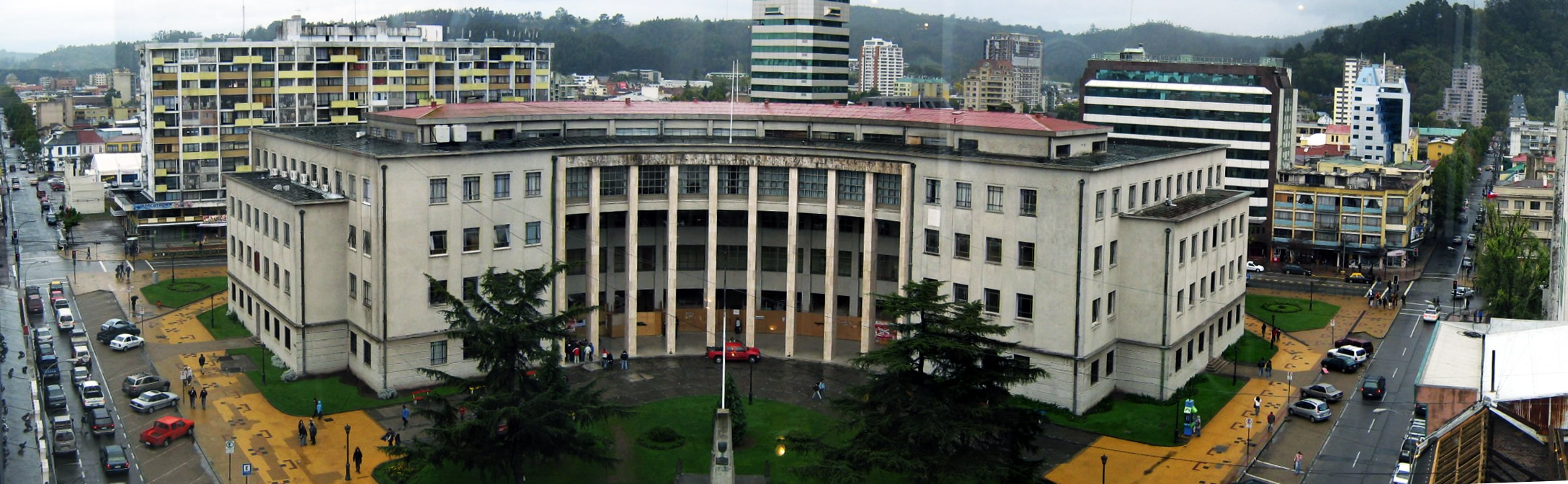
Palazzo dei Tribunali di Giustizia.
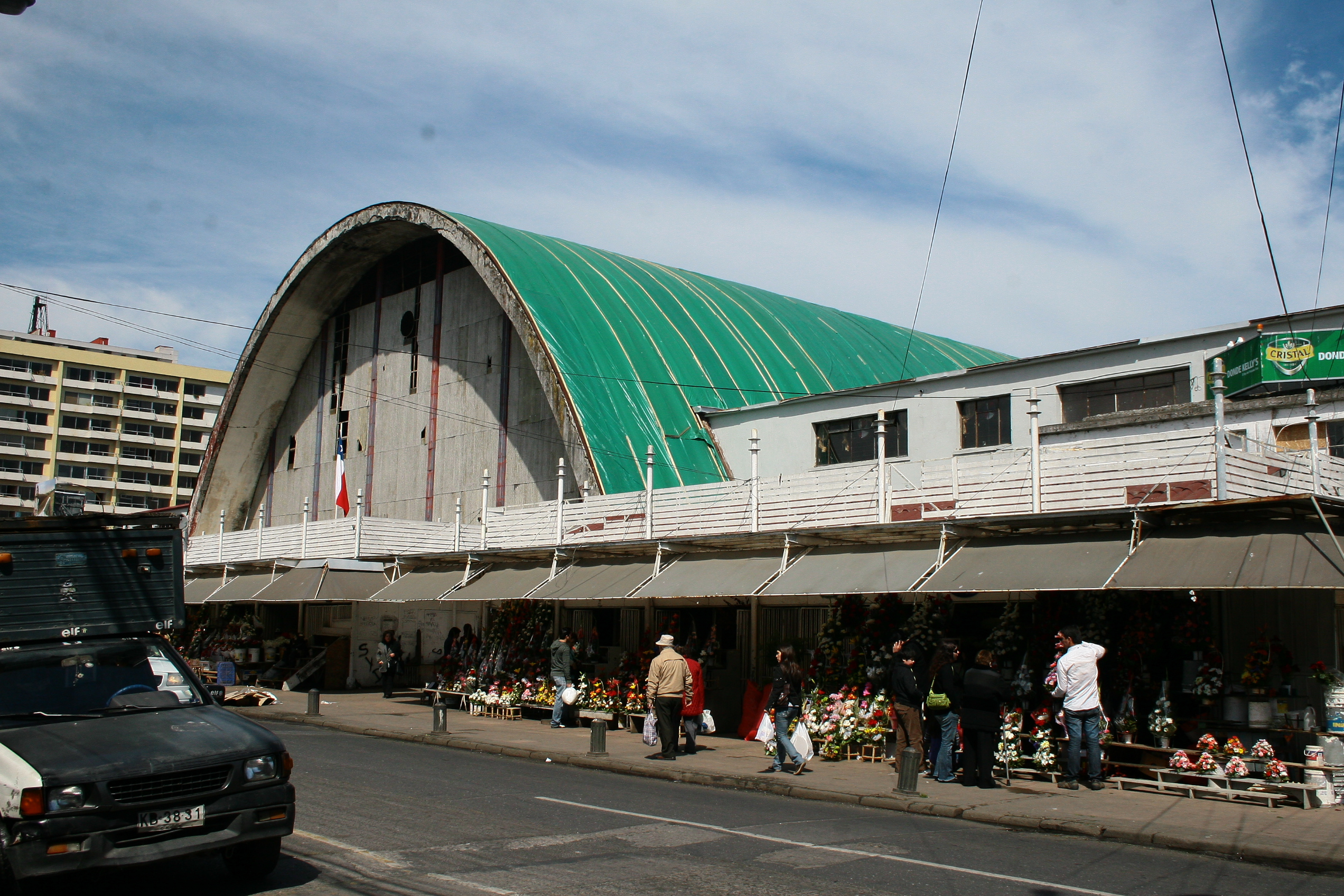
Mercato Centrale di Concepción dopo il terremoto del 2010.
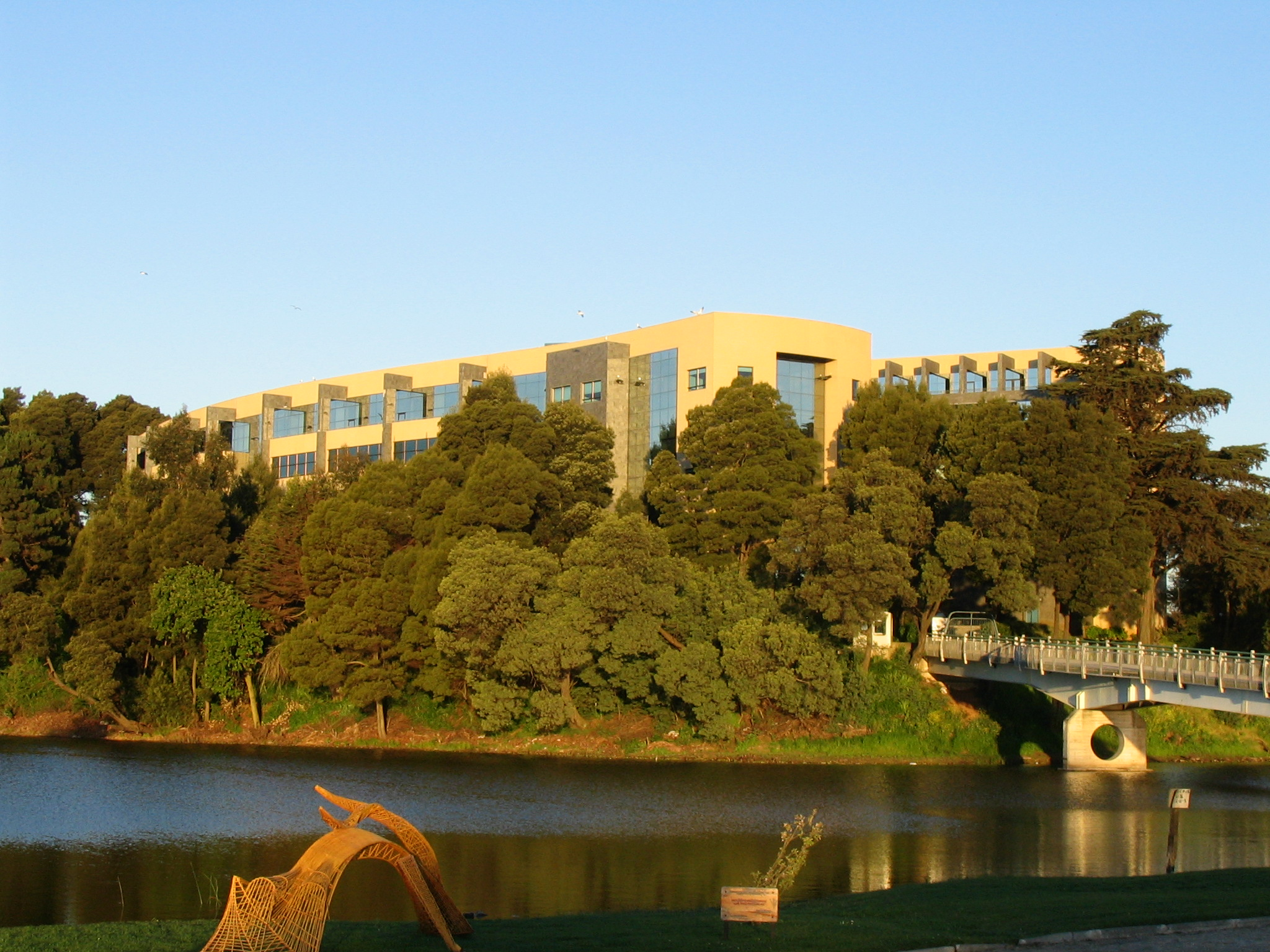
Laguna "Las Tres Pascualas".